# 180th Fighter Wing

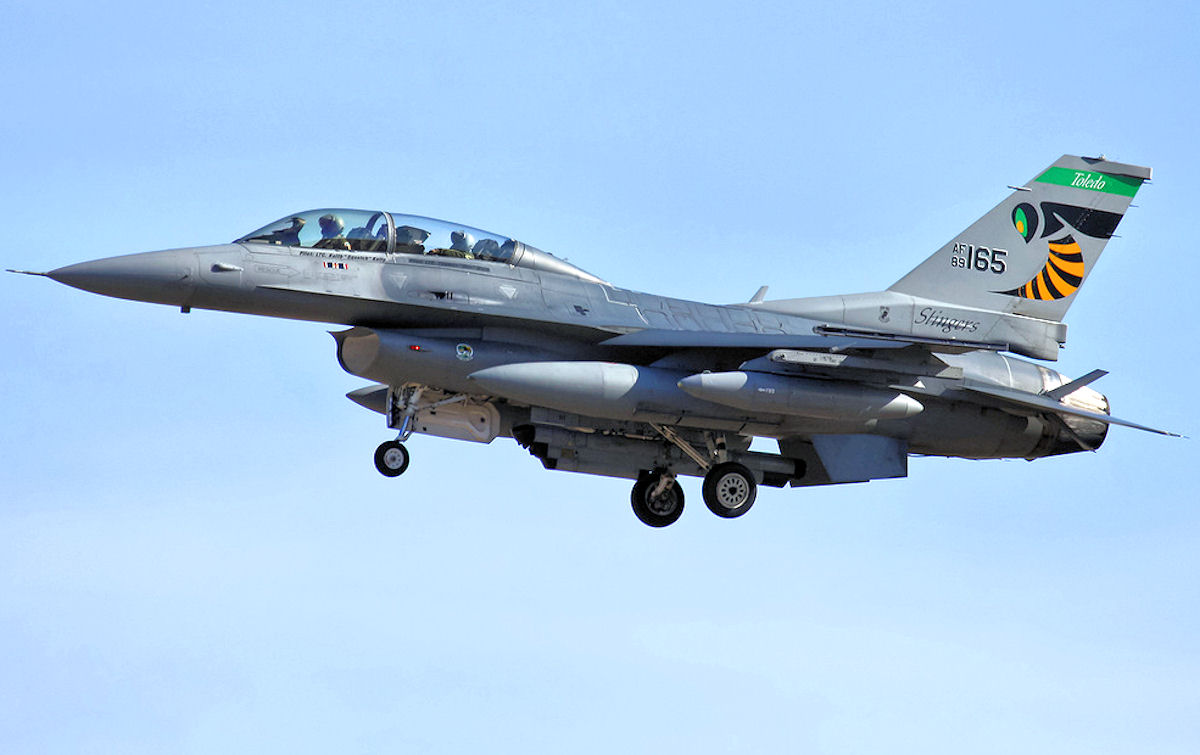
F-16D dello Stormo

Il 180th Fighter Wing è uno Stormo da caccia della Ohio Air National Guard. Riporta direttamente all'Air Combat Command quando attivato per il servizio federale. 
Il suo quartier generale è situato presso la Toledo Air National Guard Base, Ohio.

## Organizzazione
Attualmente, al settembre 2017, esso controlla:
- 180th Operations Group, striscia di coda verde con scritta Toledo bianca
  - 180th Operations Support Flight
  -  112th Fighter Squadron - Equipaggiato con F-16C/D
- 180th Maintenance Group
  - 180th Maintenance Operations Flight
  - 180th Aircraft Maintenance Squadron
  - 180th Maintenance Squadron
- 180th Mission Support Group
  - 180th Communications Flight
  - 180th Contracting Office
  - 180th Civil Engineer Squadron
  - 180th Logistics Readiness Squadron
  - 180th Mission Support Flight
  - 180th Security Forces Squadron
  - 180th Services Flight
- 180th Medical Group